# Saint-Symphorien-d'Ozon
Saint-Symphorien-d'Ozon is een gemeente in het Franse departement Rhône (regio Auvergne-Rhône-Alpes). De plaats maakt deel uit van het arrondissement Lyon. Saint-Symphorien-d'Ozon telde op 1 januari 2022 6.076 inwoners.

## Geografie
De oppervlakte van Saint-Symphorien-d'Ozon bedroeg op 1 januari 2022 13,37 vierkante kilometer; de bevolkingsdichtheid was toen 454,5 inwoners per km².

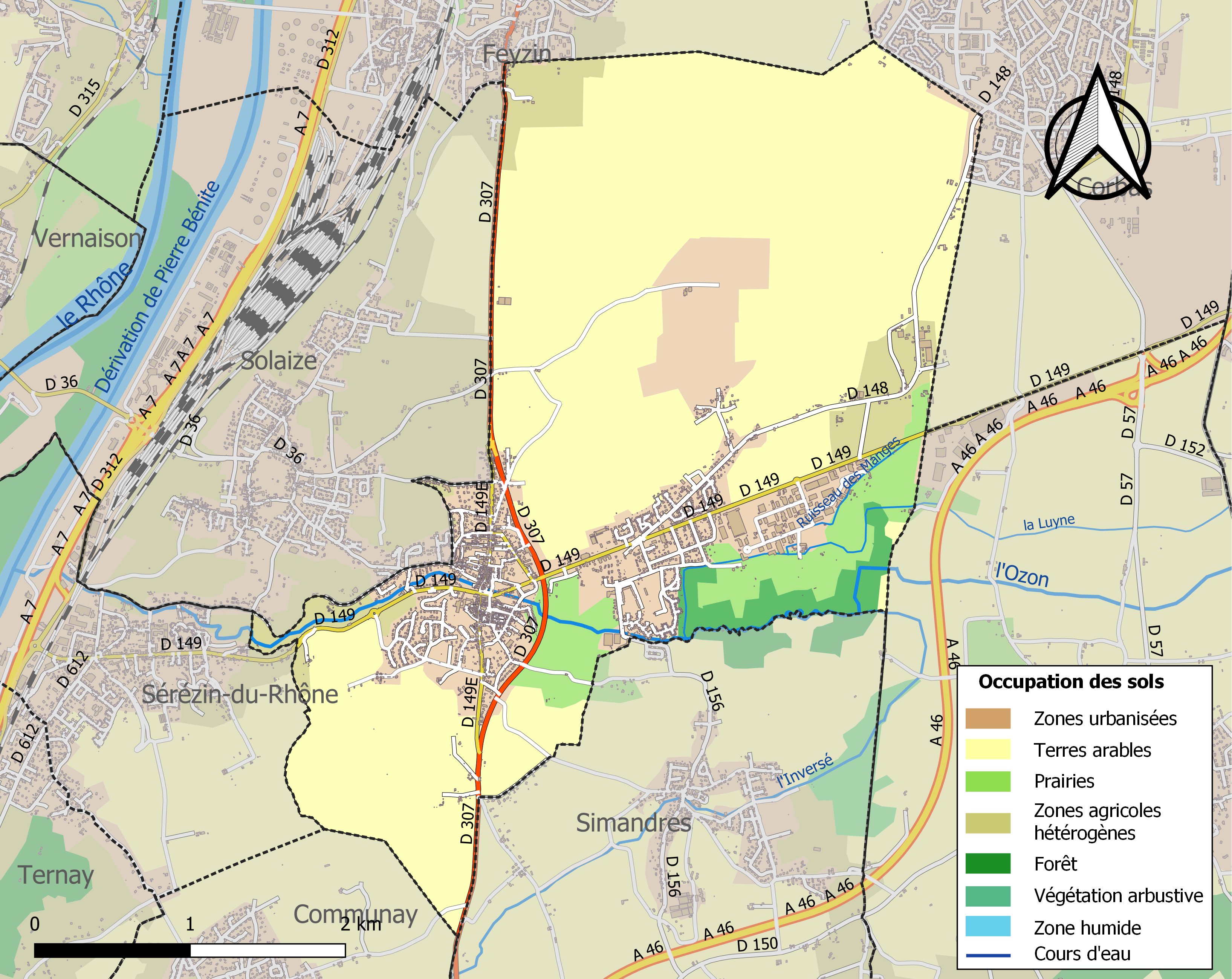
Kaart van de gemeente met de belangrijkste infrastructuur, bodemgebruik en omliggende gemeenten

## Demografie
Onderstaande figuur toont het verloop van het inwonertal (bron: INSEE-tellingen).